# 耐普曼

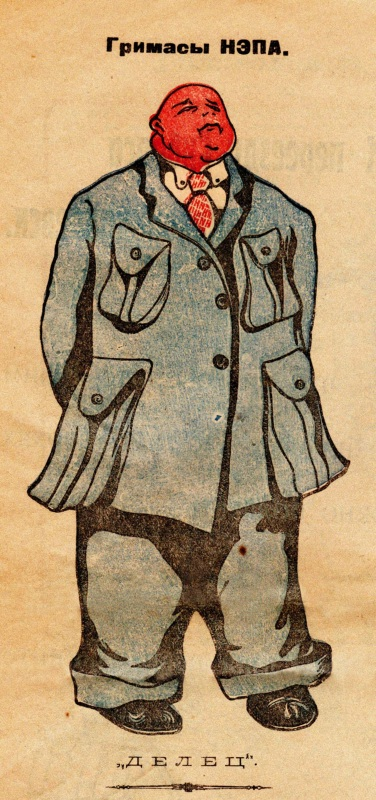
1922年，画家维尼亚明·罗莫夫创作的幽默明信片《耐普曼商人》

耐普曼（俄語：Нэпманы）是苏俄和苏联在新经济政策（简称“耐普”）时期（1921年—1931年）对私人企业主的通俗称呼。
据戏剧学者伊丽莎白·乌瓦罗娃指出，“耐普曼”一词最早出现在彼得格勒迷你剧院“科罗博奇卡”演出的讽刺歌舞节目《奥林匹亚人在莫斯科》中（作者为讽刺作家R·梅奇，即门德列维奇），并迅速流传开来。
当时只允许小规模的私人经营。根据1918年和1925年版本的《俄罗斯社会主义联邦苏维埃共和国宪法》，耐普曼被认定为“非劳动分子”，因此被剥夺选举权。
自1926年下半年起，苏联政府开始实施排挤私营经济的政策，主要手段是大幅提高税收。1931年10月11日，苏联发布法令，全面禁止私人贸易。
到1930年代初，私人企业主作为一个社会群体在苏联已不复存在。那些仍试图继续经商的前耐普曼则遭受镇压。
1924年9月的《大西洋》月刊这样描述耐普曼：“耐普曼是莫斯科、彼得格勒及其他俄国大城市中广为人知的人物。冬天他身穿皮草大衣去看歌剧，夏天则在莫斯科郊外的别墅、或者高加索和克里米亚的度假胜地度假。他的钱来得容易也去得快，因此他在拥有的时候往往肆意挥霍。”